# أنتروديموس
أنتروديموس (الاسم العلمي: Antrodemus) هو اسم مبهم لجنس من الديناصورات وحشيات الأرجل من فصيلة ألوصوريات عاشت الأنتروديموس خلال العصر الجوراسي المتأخر بأمريكا الشمالية اكتشفها جوزيف ليدي بولاية كولورادو الأمريكية ووصفها وسماها.
- ألوصور
- صوروفاغانكس
- الإبانترياس
- بحرية صور
- دلتادروميوس
- كاركارودونتوصور